# Lovro Radonjić
Lovro Radonjić (Curzola, 25 febbraio 1928 – Fiume, 31 luglio 1990) è stato un allenatore di pallanuoto e pallanuotista jugoslavo, vincitore di due medaglie d'argento alle olimpiadi di Helsinki 1952 ed Melbourne 1956.

## Palmarès

### Allenatore

#### Trofei nazionali
- Campionato jugoslavo: 5

Mornar: 1952, 1953, 1955, 1956, 1961